# 神崎海水浴場
神崎海水浴場（かんざきかいすいよくじょう）は、京都府舞鶴市にある日本海に面する海水浴場。一級河川由良川河口の右岸にある。

## 特徴
遠浅で、浜辺は約2kmに及ぶ。一帯は若狭湾国定公園に指定されている。
海開きは毎年7月1日。

## アクセス
- 京都丹後鉄道宮舞線 丹後神崎駅から徒歩約10分。
- 舞鶴若狭自動車道 舞鶴西ICから国道27号、国道175号、府道571号線を経由し神崎方面へ。
- 京都縦貫自動車道 舞鶴大江ICから国道175号を宮津方面へ、大川橋または八雲橋を経て府道571号線を神崎方面へ。

## 施設概要
宿泊施設
民宿11軒（約190名収容可能）
駐車場
1,000円/1日
トイレ・公共シャワー
あり